# Ladybird Books
Ladybird Books er et londonbaseret forlag, som hører under forlaget Penguin. Ladybird udgiver populære børnebøger.
I Danmark udgav Ladybird en serie bånd og bøger fra 70'erne. I denne serie kunne man finde en række meget kendte eventyr og historier som bl.a. Black Beauty, Frøprinsessen Tommelise og De Tre Musketerer.
| Firma | Spire Denne artikel om et firma eller en virksomhed i Storbritannien er en spire som bør udbygges. Du er velkommen til at hjælpe Wikipedia ved at udvide den. |